# Matthias Ninaus

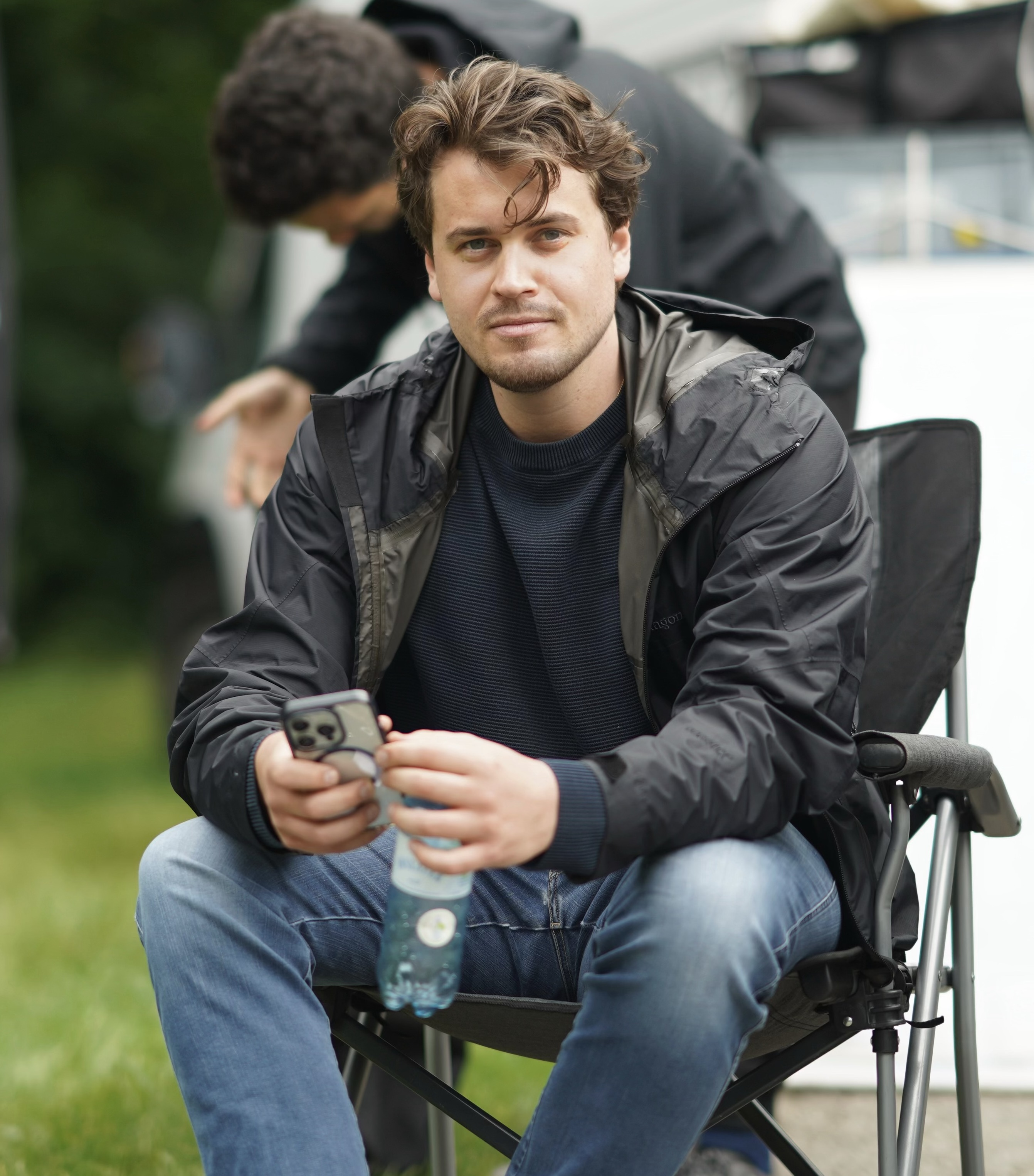
Matthias Ninaus (2024)

Matthias Ninaus (* 1. Mai 1995 in Graz, Österreich) ist ein österreichischer Filmproduzent und Unternehmer.

## Leben
Matthias Ninaus ist Geschäftsführer der in Graz und Wien ansässigen Filmproduktion RANFILM TV & Film Production GmbH. Das Unternehmen zählt zu den führenden österreichischen Filmproduktionsgesellschaften.

## Karriere
Seit 2013 ist Matthias Ninaus in der Filmindustrie tätig. Er begann anfangs als Kameramann bei diversen TV-Dokumentationen zu arbeiten sowie in weiterer Folge als Produktionsleiter und Herstellungsleiter. Im Jahr 2015 absolvierte Ninaus ein Certificate Program in Filmmaking an der New York Film Academy. Seit 2018 leitet Matthias Ninaus gemeinsam mit seiner Schwester Stephanie Ninaus die 1982 gegründete Filmproduktionsgesellschaft RANFILM. Neben seiner Tätigkeit als Filmproduzent ist Matthias Ninaus Unternehmer und CEO diverser Medienunternehmen. Im Jahr 2023 gründete Ninaus, gemeinsam mit seiner Schwester, die Ninaus Media Group (NMG), zu welcher Tochtergesellschaften wie „RANFILM GmbH“, „The Panthera Entertainment Group GmbH“ sowie „RP Studios Postproduction GmbH“ zählen.

## Filmografie

### Als Produzent
- 2018–2021: Hudson – Journey into the Wild[2]
- 2019: Das steirische Joglland[3]
- 2019: Lieblingsorte Steiermark[4]
- 2019: Leben im Ennstal[5]
- 2019: Leben unterm Himmelszelt – Das Sölktal[6]
- 2019: Burgen und Schlösser in Österreich Staffel I
- 2020: Habsburgs verkuppelte Töchter[7]
- 2020: 100 Jahre Lipizzanergestüt Piber[8]
- 2020: Das Schöcklland[9]
- 2020: Österreichs und Südtiroler Bergdörfer – Staffel I[10]
- 2021: Weihnachten im Kaiserhaus[11]
- 2022: Der Süden der Habsburger – Von Istrien in die Toskana[12]
- 2022: Heimat Österreich[13]
- 2022: Burgen und Schlösser in Österreich – Staffel III[14]
- 2022: Österreichs und Südtiroler Bergdörfer – Staffel II
- 2023: Österreichs und Südtiroler Bergdörfer – Staffel III[15]
- 2023: Österreich – die ganze Geschichte[16]

### Als Kameramann
- 2013: Peter Rosegger – Der Poet, der aus dem Walde kam[17]
- 2014: Das Murtal – Vision zwischen Tradition und Moderne
- 2015: Zauber des Auseerlandes[18]
- 2015: Mythos Baum[19]
- 2015: Die geheimnisvolle Welt der Bäume[20]
- 2015: Jakob[21]
- 2016: Zum Himmel wir marschieren[22]
- 2016: Das steirische Ennstal – Leben am Fluss
- 2016: Das Steirische Ennstal – Wilde Wasser, steile Gipfel[23]
- 2017: Die Gärten der Habsburger[24]
- 2017: Die Adria der Habsburger[25]
- 2018: Winterzauber Ausseerland[26]
- 2018: Winter im Ausseerland[27]
- 2018: In der Heimat des Schilchers
- 2018: In der Heimat der Lipizzaner[28]
- 2018: Weisse Pferde, blaue Reben – In der Heimat der Lipizzaner und des Schilchers[29]
- 2018: Lassing – Wunder und Trauma
- 2018: Lassing – Die ganze Geschichte[30]